# Fedcupový tým Dánska
Tým Dánska v Billie Jean King Cupu reprezentuje Dánsko v tenisové soutěži ženských týmů od roku 1963 pod vedením národního tenisového svazu.
Nejlepším výsledkem Dánska je účast ve čtvrtfinále Světové skupiny v letech 1976 a 1988. V prvním případě prohrálo s Nizozemskem a ve druhém s Československem.

## Výsledky

### 2020–2029
| Rok  | soutěž                                 | datum         | místo               | povrch    | soupeř      | skóre | výsledek |
| ---- | -------------------------------------- | ------------- | ------------------- | --------- | ----------- | ----- | -------- |
| 2021 | Zóna Evropy a Afriky, blok 2. skupiny  | 4. února 2020 | Helsinky, Finsko    | tvrdý (h) | Finsko      | 2–1   | výhra    |
| 2021 | Zóna Evropy a Afriky, blok 2. skupiny  | 5. února 2020 | Helsinky, Finsko    | tvrdý (h) | Portugalsko | 3–0   | výhra    |
| 2021 | Zóna Evropy a Afriky, blok 2. skupiny  | 6. února 2020 | Helsinky, Finsko    | tvrdý (h) | Egypt       | 1–2   | prohra   |
| 2021 | Zóna Evropy a Afriky, baráž 2. skupiny | 7. února 2020 | Helsinky, Finsko    | tvrdý (h) | Tunisko     | 2–1   | výhra    |
| 2022 | Zóna Evropy a Afriky, blok 1. skupiny  | 11. dubna     | Antalya, Turecko    | antuka    | Turecko     | 1–2   | prohra   |
| 2022 | Zóna Evropy a Afriky, blok 1. skupiny  | 12. dubna     | Antalya, Turecko    | antuka    | Srbsko      | 1–2   | prohra   |
| 2022 | Zóna Evropy a Afriky, blok 1. skupiny  | 13. dubna     | Antalya, Turecko    | antuka    | Maďarsko    | 0–3   | prohra   |
| 2022 | Zóna Evropy a Afriky, blok 1. skupiny  | 14. dubna     | Antalya, Turecko    | antuka    | Estonsko    | 2–1   | výhra    |
| 2022 | Zóna Evropy a Afriky, baráž 1. skupiny | 16. dubna     | Antalya, Turecko    | antuka    | Gruzie      | 2–1   | výhra    |
| 2023 | Zóna Evropy a Afriky, blok 1. skupiny  | 10. dubna     | Antalya, Turecko    | antuka    | Chorvatsko  | 2–1   | výhra    |
| 2023 | Zóna Evropy a Afriky, blok 1. skupiny  | 11. dubna     | Antalya, Turecko    | antuka    | Švédsko     | 1–2   | prohra   |
| 2023 | Zóna Evropy a Afriky, blok 1. skupiny  | 12. dubna     | Antalya, Turecko    | antuka    | Norsko      | 1–2   | prohra   |
| 2023 | Zóna Evropy a Afriky, blok 1. skupiny  | 13. dubna     | Antalya, Turecko    | antuka    | Srbsko      | 0–3   | prohra   |
| 2023 | Zóna Evropy a Afriky, blok 1. skupiny  | 14. dubna     | Antalya, Turecko    | antuka    | Bulharsko   | 1–2   | prohra   |
| 2023 | Zóna Evropy a Afriky, baráž 1. skupiny | 15. dubna     | Antalya, Turecko    | antuka    | Egypt       | 2–1   | výhra    |
| 2024 | Zóna Evropy a Afriky, blok 1. skupiny  | 8.–13. dubna  | Oeiras, Portugalsko | antuka    |             |       |          |

## Složení týmu
| Rok  | Členky týmu               | Členky týmu                   | Členky týmu                   | Členky týmu               |
| ---- | ------------------------- | ----------------------------- | ----------------------------- | ------------------------- |
| 2023 | Clara Tausonová           | Johanne Christine Svendsenová | Rebecca Munk Mortensenová     | Natacha Schouová          |
| 2023 | Sarafina Olivia Hansenová | —                             | —                             | —                         |
| 2024 | Clara Tausonová           | Caroline Wozniacká            | Johanne Christine Svendsenová | Rebecca Munk Mortensenová |
| 2024 | Laura Brunkelová          | —                             | —                             | —                         |

## Kapitáni

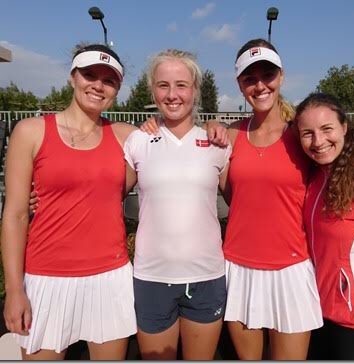
Dánský tým Maria Jespersenová, Clara Tausonová, Emilie Francatiová a Karen Barritzová ve 2. skupině euroafrické zóny 2018

| Období    | kapitán             |
| --------- | ------------------- |
| 1992–1993 | Niels Rokkjær       |
| 1994–2003 | Lone Vandborgová    |
| 2004–2007 | Morten Christensen  |
| 2008–2010 | Maria Rasmussenová  |
| 2011–2012 | Michael Mortensen   |
| 2013–2016 | Kenneth Carlsen     |
| 2017–     | Jens Anker Andersen |